# Macrophoma mangiferae
Macrophoma mangiferae är en svampart som beskrevs av Hing. & O.P. Sharma 1957. Macrophoma mangiferae ingår i släktet Macrophoma och familjen Botryosphaeriaceae.   Inga underarter finns listade i Catalogue of Life.